# Sud du Ceará
 (février 2025).
Si vous disposez d'ouvrages ou d'articles de référence ou si vous connaissez des sites web de qualité traitant du thème abordé ici, merci de compléter l'article en donnant les références utiles à sa vérifiabilité et en les liant à la section « Notes et références ».
Le sud du Ceará est l'une des 7 mésorégions de l'État du Ceará, au Brésil. Elle regroupe 25 municipalités groupées en 5 microrégions.

## Données
La région compte 864 701 habitants pour 14 800 km2.

## Microrégions[1]
La mésorégion du sud du Ceará est subdivisée en 5 microrégions:
- Barro
- Brejo Santo
- Cariri
- Caririaçu
- Chapada do Araripe